# Merinomeerschweinchen

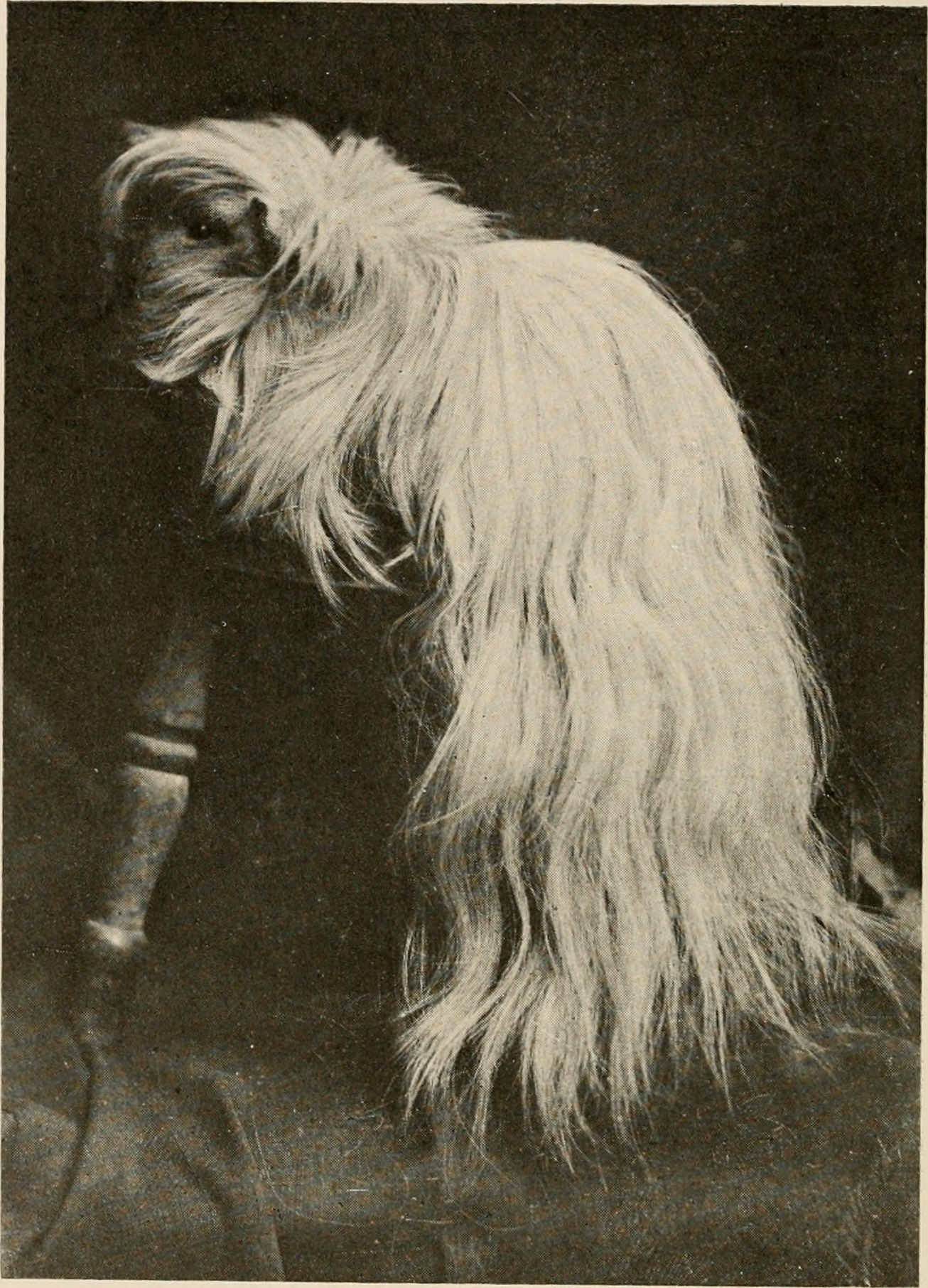
Merinomeerschweinchen

Das Merinomeerschweinchen ist eine Langhaarrasse des Hausmeerschweinchens. Die Haarlänge darf 12 Zentimeter oder mehr nicht unterschreiten.

## Aussehen
Abgesehen von ihrem Fell mit sehr langen, gelockten Haaren mit zwei Rosetten, eine davon auf dem Kopf, unterscheidet sich der übrige Körperbau nicht von denen des normalen Hausmeerschweinchens. Das lange, glänzende Fell fühlt sich weich an.

### Anerkannte Farben
Folgende Farben sind vom Meerschweinchenfreunde Deutschland (MFD) BD e.V anerkannt: einfarbig rot, einfarbig weiß, einfarbig schwarz, einfarbig creme, weiß, schwarz-rot-agoutiweiß, schwarz-buff-agoutiweiß, schwarz-weiß-agoutiweiß, lilac-gold-agoutiweiß, schokolade-gold-agoutiweiß, schwarzweiß, lilacweiß, schokoladeweiß, beigeweiß, rotweiß, goldweiß mit roten Augen, lederfarben-weiß mit dunklen Augen, cremeweiß mit dunklen Augen, Schwarz-Rot-Weiß, Slate blaugoldweiß, schokoladegoldweiß, schokoladebuffweiß, Schildpatt Schwarz-Rot, Himalaya Schwarz. Es sind auch zwei- und dreifarbige Fellzeichnungen bekannt. Es gibt auch Tiere der Rasse mit Saintfell.

## Besonderheiten
Aufgrund der langen Haare verfilzt ihr Fell sehr schnell. Die Einstreu sollte nicht aus Sägespänen bestehen, da dies ihr Fell sehr schnell verfilzt, besser ist Heu oder Stroh.